# Häfele
Häfele GmbH & Co KG est un fabricant allemand de ferrures de meubles, de bâtiment ainsi que de systèmes de fermeture électroniques. Son siège se situe à Nagold, en Forêt-Noire.

## Histoire

### Débuts
L'entreprise est fondée en 1923 par Adolf Häfele et Hermann Funk à Aulendorf. Il s'agit à l'origine d'une quincaillerie vendant fournitures industrielles et outillage. En 1927, la société déménage à Nagold, centre industriel du meuble et des menuiseries. Adolf Häfele oriente alors l'entreprise vers les fournitures à destination des industriels locaux et se spécialise dans les ferrures d'ameublement et de bâtiment. Un premier entrepôt est ouvert en 1930 afin d'assurer une livraison rapide des nombreuses références stockées. Les premières exportations commencent en 1933 et la première édition du catalogue, toujours existant aujourd'hui, est distribuée en 1939. La Seconde Guerre mondiale met en suspens l'activité de l'entreprise, mais la reconstruction d'après-guerre engendre une explosion de l'activité. Adolf Häfele décède en 1949 et est remplacé, à la tête de la société, par son neveu Walther Thierer. L'entreprise change de cap et se lance dans la fabrication des pièces qu'elle commercialise avec une première usine de ferrures de meubles inaugurée en 1954 à Nagold. 

### Internationalisation
En 1964, la première filiale à l'étranger est ouverte en Suisse, à Kreuzlingen. Les autres filiales européennes suivront, en France, en Grande-Bretagne, aux Pays-Bas, en Italie... En 1989, la filiale américaine, Häfele America, est créée avec son siège à Archdale. En 1994, une filiale thaïlandaise est établie, qui deviendra le centre d'activité de la société en Asie du Sud-Est. En 1997, Häfele s'installe au Mexique puis au Brésil et en Argentine l'année suivante. En 2005, la filiale chinoise est établie à Pékin puis une filiale russe voit le jour à Moscou en 2006. En 2007, l'entreprise s'installe au Bangladesh. En 2010, la filiale kazakh inaugure ses bureaux à Almaty. En 2013, une entité, Häfele Myanmar, est établie en Birmanie. La société compte alors trente-sept filiales lui permettant de desservir les cinq continents. En 2017, 80 % du CA mondial est réalisé hors d'Allemagne et les moteurs de croissance se trouvent désormais hors d'Europe (États-Unis, Viêt Nam et Inde enregistrant les plus fortes croissances en 2017).
Häfele dispose de cinq usines en Allemagne, une usine en Hongrie (Budapest) et de deux plateformes logistiques automatisées, à Nagold et à Lehrte. Elle exploite cinquante autres sites logistiques dans le monde, à vocation locale ou régionale.
En 2017, l'entreprise compte 7 600 salariés et générait un chiffre d'affaires de 1,375 milliard d'euros, dont 80 % hors d'Allemagne.

## Produits et solutions

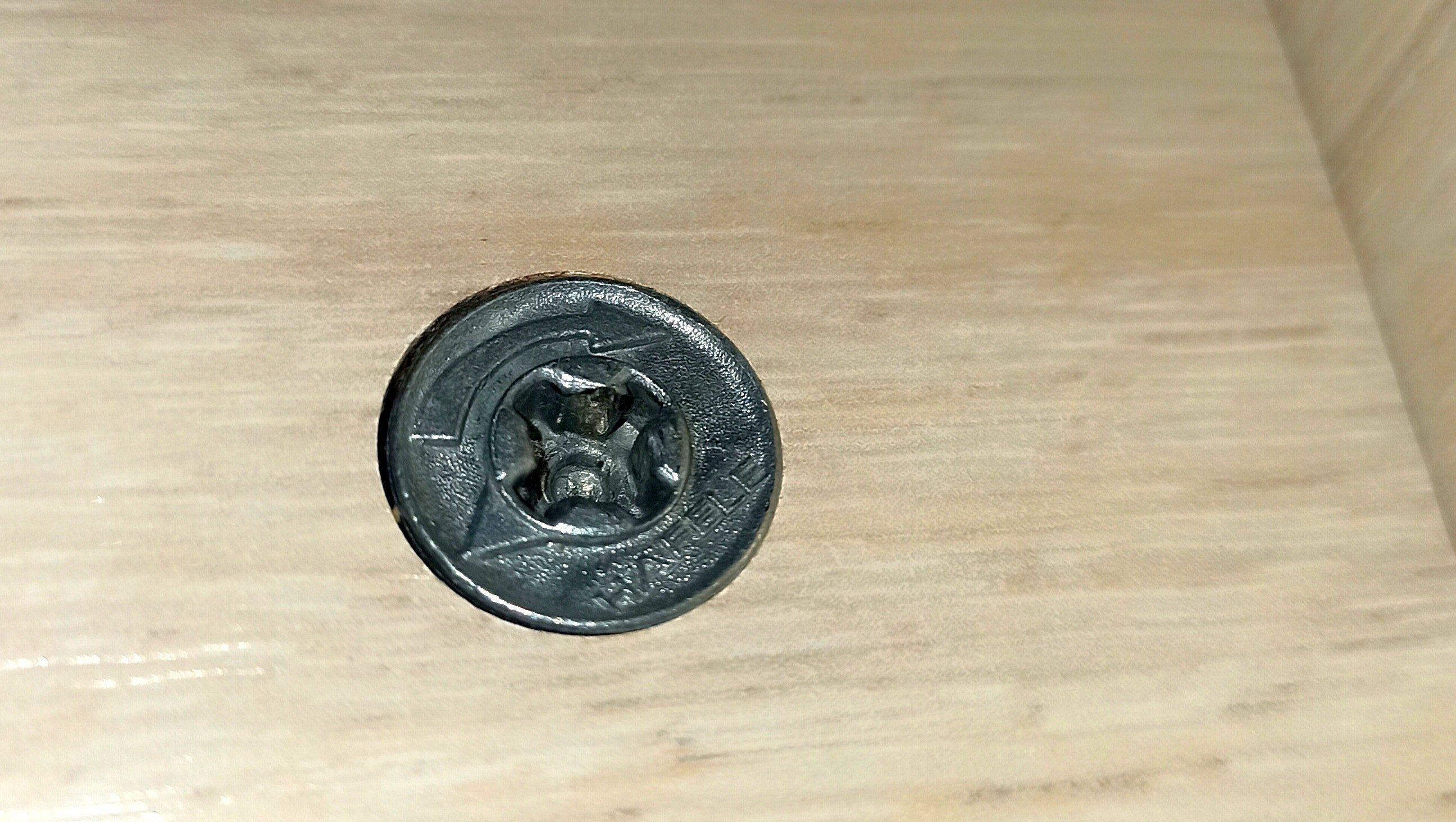
Excentrique pour chape de meuble minifix avec logo Hafele

À l'origine, la société vend des ferrures pour l'industrie du meuble et de la menuiserie. À partir de 1954, elle se lance dans la production des produits qu'elle commercialise. Ses spécialités historiques demeurent les ferrures de meubles (poignées, taquets, coulissants, relevants, pieds et béquilles...) et les ferrures de bâtiment (charnières pour menuiseries, cadres de porte, poignées de portes et fenêtres...) mais la société se diversifie[Quand ?] en proposant des solutions technologiques[Quoi ?] à haute valeur ajoutée dans le domaine du contrôle d'accès et de l'éclairage. À la suite du rachat de Sphinx Electronics en 1998, Häfele propose des systèmes de contrôle d'accès électronique[réf. souhaitée]. Le 4 février 2019, Häfele acquiert le spécialiste de l'éclairage à LED, Nimbus Group, basé à Stuttgart, avec pour ambition de se renforcer sur ce segment.
Häfele dispose de partenariats avec des industriels du meuble et de l'électroménager, comme avec Gorenje.

## Sponsoring
Depuis avril 2018, Häfele sponsorise le Leicester Rugby Club. En mai 2018, l'entreprise annonce un partenariat avec le Bayern Munich,,. 